# PGLang
PGLang (stylizováno jako pgLang) je americká mediální společnost, kterou v roce 2020 založili rapper Kendrick Lamar a Dave Free. Firma zahrnuje hudební nahrávací a produkční společnost a vydavatelství.

## Historie
Kendrick Lamar a Dave Free se znají od dob, kdy chodili na střední školu. Dříve spolu také režírovali hudební videoklipy pod pseudonymem The Little Homies. V roce 2019 Dave Free odešel z labelu Top Dawg Entertainment, kde působil jako spoluprezident a kde byl Kendrick Lamar upsán.
Založení společnosti PGLang Lamar a Free oznámili v březnu 2020. V úvodním prohlášení stálo, že se společnost chce věnovat hudbě, filmu, televizní produkci, umění, knihám a podcastům, a to s přívětivým přístupem k umělcům. Při založení bylo zveřejněno také čtyřminutové video propagující cíle společnosti, účinkovali v něm: Lamar, Baby Keem, Jorja Smith a Yara Shahidi.
V lednu 2021 oznámili svůj první partnerský projekt se značkou Calvin Klein. Projekt zahrnoval sedm krátkých videí, ke kterým napsal scénář a které režíroval Dave Free. Ve videích se objevili například: Baby Keem, Brent Faiyaz, Mecca Allah, Travis Bennett a Amber Wagner.
V roce 2021 také Kendrick Lamar oznámil, že po vydání dalšího alba odejde z labelu Top Dawg Entertainment.
Prvním upsaným umělcem k labelu byl rapper Baby Keem, který je bratrancem Kendricka Lamara. Jeho debutové album The Melodic Blue vyšlo v září 2021. V březnu 2022 přibyl rapper Tanna Leone, který v dubnu 2022 u labelu vydal projekt Sleepy Soldier. V květnu 2022 zde Kendrick Lamar vydal své album Mr. Morale & the Big Steppers.
V květnu 2022 byla vydána speciální edice tenisek značky Converse - pgLang for Converse. V srpnu pgLang připravilo mediální kampaň pro Cash App.
Společnost pgLang, kterou vlastní Kendrick Lamar, ve spolupráci s technologickou firmou Light uvedla na trh limitovanou edici minimalistického telefonu založeného na modelu Light Phone II. Toto zařízení se soustředilo na základní funkce, jako jsou hovory a textové zprávy, a vynechalo přístup k internetu, sociálním sítím a e-mailu, aby minimalizovalo rozptýlení. Bylo k dispozici pouze 250 kusů, každý za cenu 299 dolarů, a měly e-ink displej pro jednoduchý, nerušivý uživatelský zážitek.
V roce 2023 společnost pgLang obdržela šest cen na Mezinárodním festivalu kreativity Cannes Lions, který oceňuje počiny v reklamě a kreativní komunikaci. Videoklip k písni „The Heart Part 5“ získal cenu za vizuální efekty. Reklamní spot pro aplikaci Cash App získal dvě ceny. Další dvě ceny dostal minifilm k písni „We Cry Together“. Samotná společnost pgLang byla oceněna také cenou pro nejlepší nezávislou agenturu roku. Na konci roku 2023 společnost uzavřela pětiletou spolupráci s firmou Global Citizen, pro kterou má vytvořit turistickou trasu po Africe.

## Seznam umělců

### Současní
| Umělec         | Roky působení | Počet alb u labelu |
| -------------- | ------------- | ------------------ |
| Baby Keem      | 2021–...      | (1)                |
| Kendrick Lamar | 2022–...      | zakladatel (1)     |

### Bývalí
| Umělec      | Roky působení | Počet alb u labelu |
| ----------- | ------------- | ------------------ |
| Tanna Leone | 2022–2023     | (1)                |

## Diskografie
| Rok  | Album | Nejvyšší umístění v hitparádě | Nejvyšší umístění v hitparádě | Nejvyšší umístění v hitparádě | Ocenění |
| Rok  | Album | US 200                        | US R&B/ Hip-Hop               | CAN                           | Ocenění |
| ---- | --- | ----------------------------- | ----------------------------- | ----------------------------- | ------- |
| 2021 | Baby Keem – The Melodic Blue - Vydáno: 10. září 2021 - Vydavatel: PGLang, Columbia                                           | 5                             | 3                             | 5                             |         |
| 2022 | Tanna Leone – Sleepy Soldier - Vydáno: 27. dubna 2022 - Vydavatel: PGLang, Def Jam                                           | —                             | —                             | —                             |         |
| 2022 | Kendrick Lamar – Mr. Morale & the Big Steppers - Vydáno:13. května 2022 - Vydavatel: PGLang, Top Dawg, Aftermath, Interscope | 1                             | 1                             | 1                             |         |